# José Carlos Romero Infante
José Carlos Romero Infante, más conocido como Checa (Dos Hermanas, Sevilla, España,(26 de abril de 1983) es un exfutbolista y actual entrenador español. Jugó de Centrocampista y su último club fue el Villafranco C.F de España. Actualmente es entrenador del Club Deportiva Minera de la Segunda Federación.

## Trayectoria

### Como jugador
Era un centrocampista que destacaba por su labor de contención en el centro del campo. Ha desarrollado toda su carrera en la categoría de bronce del fútbol español, Segunda División B, en la cual ha militado durante 14 temporadas de manera consecutiva.
Alcalá, Algeciras, Ecija, Atlético Baleares, Club Deportivo Puertollano, Cacereño y UCAM Murcia, entre otros, componen un listado de equipos donde ha dejado su impronta. El centrocampista ha sido un fijo de las alineaciones titulares en la mayoría de equipos en los que ha militado.
Desde 2012 a 2014, formó parte de la plantilla del CP Cacereño, con el que participó en más de 6.000 minutos de juego en las ligas 2012/13 y 2013/2014. En la temporada 2014/15 fue el pulmón del UCAM Murcia durante más de 3.400 minutos. Checa era de esos jugadores que mejoraba con los años.
En 2016, asciende con el UCAM Murcia a Segunda División. En enero de 2018, tras rescindir su contrato con el Hércules, se compromete con el Mérida hasta final de campaña. La temporada siguiente pasa a formar parte del CD Gerena de Tercera División de España, teniendo un paso fugaz por el Camas CF y volviendo al club generense hasta el tramo restante de la 19/20.
En noviembre de 2020 ficha por el Peña Deportiva Rociera, club de su natal Dos Hermanas
En septiembre de 2021 ficha por el Villafranco C.F, junto a Diego Román, para luchar por tercera vez consecutiva del club, los playoff y ascender a División de Honor.

### Como entrenador
Tras colgar las botas en 2022, comienza su etapa de entrenador dirigiendo al Atlético Dos Hermanas CF de la Segunda Andaluza.
En la temporada 2023-24, firma como entrenador Xerez CD de la Tercera Federación, con el que consiguió ascender al conjunto azulino a Segunda RFEF.
El 12 de mayo de 2025, firma como entrenador del Club Deportiva Minera de la Segunda Federación.

## Clubes

### Como futbolista
| Club                   | País   | Temporada |
| ---------------------- | ------ | --------- |
| Fuerteventura          | España | 2004–2005 |
| Real Jaén              | España | 2005–2006 |
| Lanzarote              | España | 2005–2006 |
| Lanzarote              | España | 2006–2007 |
| Alcalá                 | España | 2006–2007 |
| Algeciras              | España | 2007–2008 |
| Villa Santa Brígida    | España | 2007–2008 |
| Pájara Playas Jandía   | España | 2008–2009 |
| Écija                  | España | 2009–2010 |
| Atlético Baleares      | España | 2010–2011 |
| Puertollano            | España | 2011–2012 |
| Cacereño               | España | 2012–2013 |
| Cacereño               | España | 2013–2014 |
| UCAM Murcia            | España | 2014–2015 |
| UCAM Murcia            | España | 2015–2016 |
| Hércules               | España | 2016–2017 |
| Hércules               | España | 2017–2018 |
| Mérida                 | España | 2017–2018 |
| CD Gerena              | España | 2018–2019 |
| Camas CF               | España | 2019      |
| CD Gerena              | España | 2020      |
| Peña Deportiva Rociera | España | 2020      |
| Villafranco C.F        | España | 2021-2022 |

### Como entrenador
| Club                     | País   | Temporada       |
| ------------------------ | ------ | --------------- |
| Atlético Dos Hermanas CF | España | 2022-2023       |
| Xerez CD                 | España | 2023-2025       |
| Club Deportiva Minera    | España | 2025-Actualidad |

## Palmarés

### Títulos nacionales
| Título                       | Club           | País   | Año  |
| ---------------------------- | -------------- | ------ | ---- |
| Segunda División B de España | UCAM Murcia CF | España | 2016 |
| Tercera Federación           | Xerez CD       | España | 2024 |